# مایلن، سوئیس
مایلن یک شهرداری در بخش مایلن در کانتون کانتون زوریخ در سوئیس است.

## تاریخچه

نمای هوایی از ارتفاع ۲۰۰ متری اثر والتر میتل‌هولتسر (۱۹۱۹)

یافته‌های باستان‌شناسی در مایلن بیش از چهار هزار سال قدمت دارند. در ژانویه ۱۸۵۴ سطح دریاچه زوریخ به‌طور غیرمعمول پایین آمد و اهالی فرصت را غنیمت شمردند تا بخشی از زمین را بازپس‌گیری کنند. در این فرایند اشیای پیشاتاریخی متعلق به فرهنگ فین، فرهنگ هورگن و اوایل عصر برنز کشف شد که شواهد روشنی از سکونت اولیه ارائه داد.
همچنین سکه‌هایی از دوران امپراتوری روم (سدهٔ ۱ تا ۳ میلادی) کشف شد. یکی از جاده‌های رومی که توریکوم (زوریخ) را به کور متصل می‌کرد، از کنار مایلن می‌گذشت. بسیاری از یافته‌ها در جریان ساخت جاده‌های جدیدتر کشف شدند.
بخش‌هایی از مایلن در مالکیت صومعه‌هایی مانند صومعهٔ سنت گالن، اینزیدلن، زکینگن و همچنین گروسمونستر زوریخ بود. نام مایلن نخستین بار میان سال‌های ۸۲۰ تا ۸۸۰ با عنوان Meilana ذکر شده است.
نشان شهرداری دارای دو برج قلعه است که قلعهٔ فریدبرگ را نشان می‌دهد. این قلعه حدود سال ۱۲۰۰ ساخته شد و در سدهٔ چهاردهم گسترش یافت. هنوز بقایایی از آن باقی است، از جمله چاهی که ۲۹ متر عمق دارد. شراب‌سازی در مایلن سابقهٔ چند صد ساله دارد.
در سال ۱۳۸۴ مایلن به یک بالیوی زوریخ تبدیل شد و به لطف حاکم محلی، تا سال ۱۷۹۸ از خودمختاری نسبی برخوردار بود. از قرون وسطی تجارت و صنایع دستی در این منطقه رونق داشت و دست‌کم چهار آسیاب برای پشتیبانی از کشاورزی محلی وجود داشت. در اواخر سدهٔ هجدهم، انقلاب صنعتی به شکل صنعت نساجی به مایلن رسید، اما این تولید در سدهٔ نوزدهم از میان رفت. با ورود راه‌آهن در سال ۱۸۹۴، تجارت و صنعت محلی رونق گرفت. فری هورگن–مایلن در سال ۱۹۳۳ راه‌اندازی شد.

## جغرافیا
مساحت مایلن ۱۱٫۹ کیلومتر مربع (۴٫۶ مایل مربع) است. از این مساحت، ۴۶٫۹٪ برای کشاورزی، ۲۴٫۴٪ جنگل، ۲۷٫۲٪ مناطق مسکونی یا جاده و ۱٫۴٪ غیرمولد (رودخانه، یخچال یا کوه) است. تا تاریخ ۱۹۹۶ ساختمان‌ها ۲۱٫۴٪ و زیرساخت حمل‌ونقل ۵٫۸٪ مساحت را تشکیل می‌دادند. آب‌های سطحی ۰٫۲٪ را دربرمی‌گرفتند و تا تاریخ ۲۰۰۷ حدود ۲۶٫۵٪ از مساحت شهرداری در حال ساخت‌وساز بود.
مایلن در کرانهٔ شمالی دریاچه زوریخ و میان زوریخ و راپرزویل قرار دارد و با هورگن در سوی مقابل دریاچه از طریق فری هورگن–مایلن مرتبط است. در گویش محلی به آن Meile گفته می‌شود.
این شهر به چهار ناحیه تقسیم می‌شود: فلدمایلن، دورفمایلن، اوبرمایلن در کرانهٔ دریاچه و برگمایلن در جهت پفنستیل . این تقسیمات امروز تنها در امور آموزشی کاربرد دارند.

## جمعیت
جمعیت مایلن (بر اساس 31 December 2010) ۱۲٬۵۳۹ نفر است. تا تاریخ ۲۰۰۷، ۱۶٫۵٪ از جمعیت خارجی بودند و نرخ رشد جمعیت در دههٔ پیش ۱۲٫۲٪ بود. بیشتر مردم (تا تاریخ ۲۰۰۰) آلمانی (۸۷٫۶٪) سخن می‌گویند و ایتالیایی (۲٫۴٪) و انگلیسی (۱٫۷٪) در رتبه‌های بعدی‌اند.
در انتخابات ۲۰۰۷، حزب مردم سوئیس با ۳۴٫۱٪ پیشتاز بود و پس از آن حزب لیبرال رادیکال سوئیس (۲۳٫۱٪)، حزب سوسیال دموکراتیک سوئیس (۱۵٫۲٪) و حزب سوسیال مسیحی سوئیس (۱۰٪) قرار داشتند.
| سال  | جمعیت  |
| ---- | ------ |
| ۱۶۳۴ | ۱٬۱۰۷  |
| ۱۶۹۷ | ۱٬۵۹۰  |
| ۱۷۹۹ | ۳٬۰۳۴  |
| ۱۸۵۰ | ۳٬۰۶۵  |
| ۱۹۰۰ | ۳٬۲۱۳  |
| ۱۹۵۰ | ۵٬۹۹۲  |
| ۱۹۷۰ | ۹٬۸۸۱  |
| ۲۰۰۰ | ۱۱٬۴۸۰ |

توزیع سنی (تا تاریخ ۲۰۰۰) به این صورت است: ۱۸٫۹٪ زیر ۲۰ سال، ۶۳٪ بین ۲۰ تا ۶۴ سال و ۱۸٫۱٪ بالای ۶۴ سال. ۸۳٫۹٪ افراد ۲۵ تا ۶۴ ساله، تحصیلات متوسطهٔ غیرالزامی یا آموزش عالی را گذرانده‌اند. تعداد خانوارها ۵٬۳۱۵ است.
نرخ بیکاری ۲٫۰۶٪ است. تا تاریخ ۲۰۰۵، ۱۵۱ نفر در بخش اولیه اقتصاد، ۱٬۵۱۴ نفر در بخش دوم اقتصاد و ۳٬۴۱۸ نفر در بخش سوم اقتصاد کار می‌کردند. تا تاریخ ۲۰۰۷، ۴۳٪ شاغل تمام‌وقت و ۵۷٪ نیمه‌وقت بودند.
تا تاریخ ۲۰۰۸، ۳٬۲۱۷ کاتولیک و ۵٬۳۳۷ پروتستان در مایلن بودند. در سرشماری ۲۰۰۰، ۴۹٫۹٪ پروتستان (۴۷٫۹٪ کلیسای اصلاح‌شده سوئیس و ۲٪ سایر پروتستان‌ها)، ۲۶٫۵٪ کاتولیک، ۳٪ مسلمان، ۵٫۳٪ دیگر ادیان، ۳٪ بی‌دین و ۱۴٫۷٪ ندانم‌گرا یا خداناباور بودند.

## جاذبه‌ها

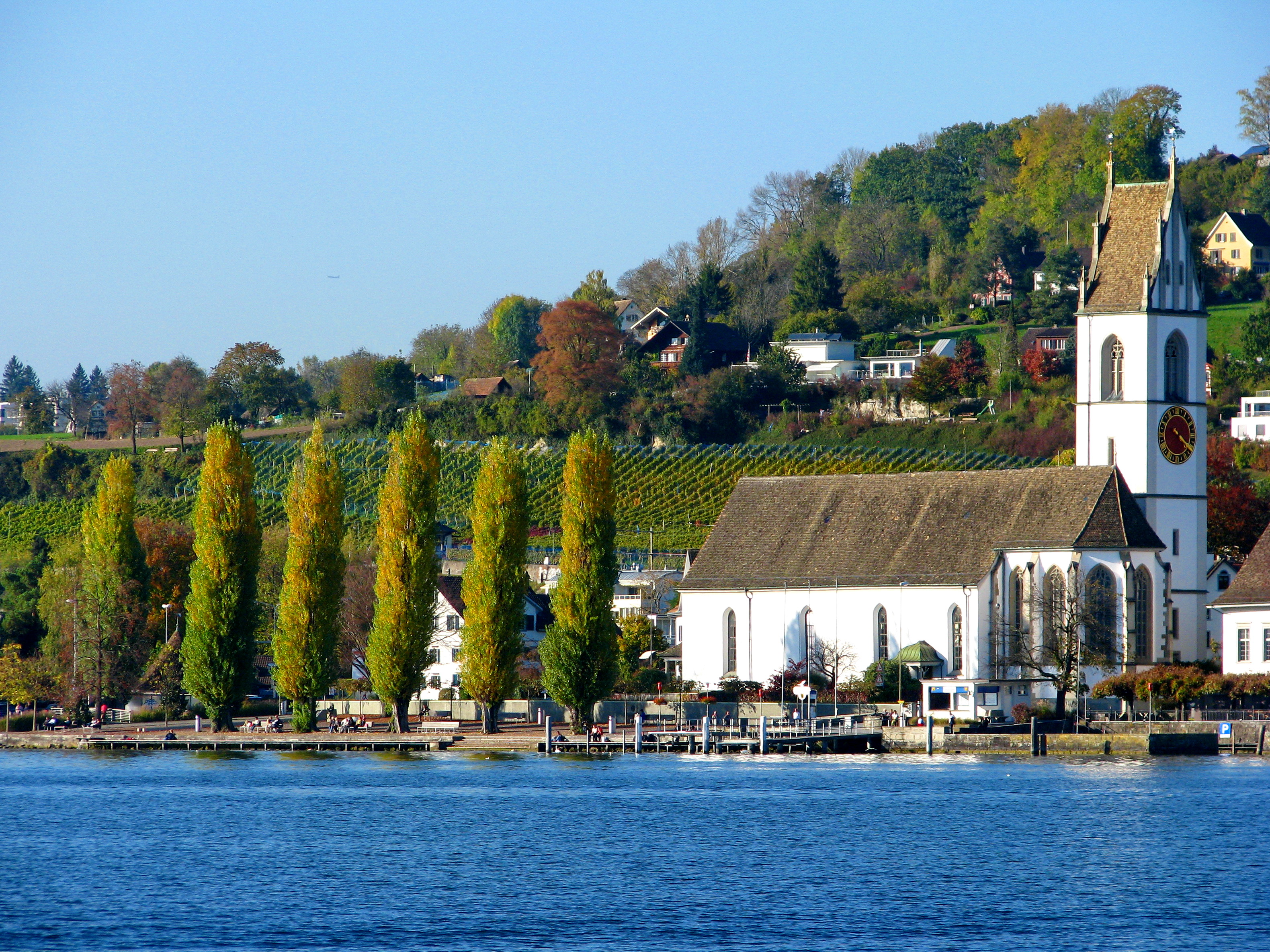
کلیسا و تاکستان‌های مایلن

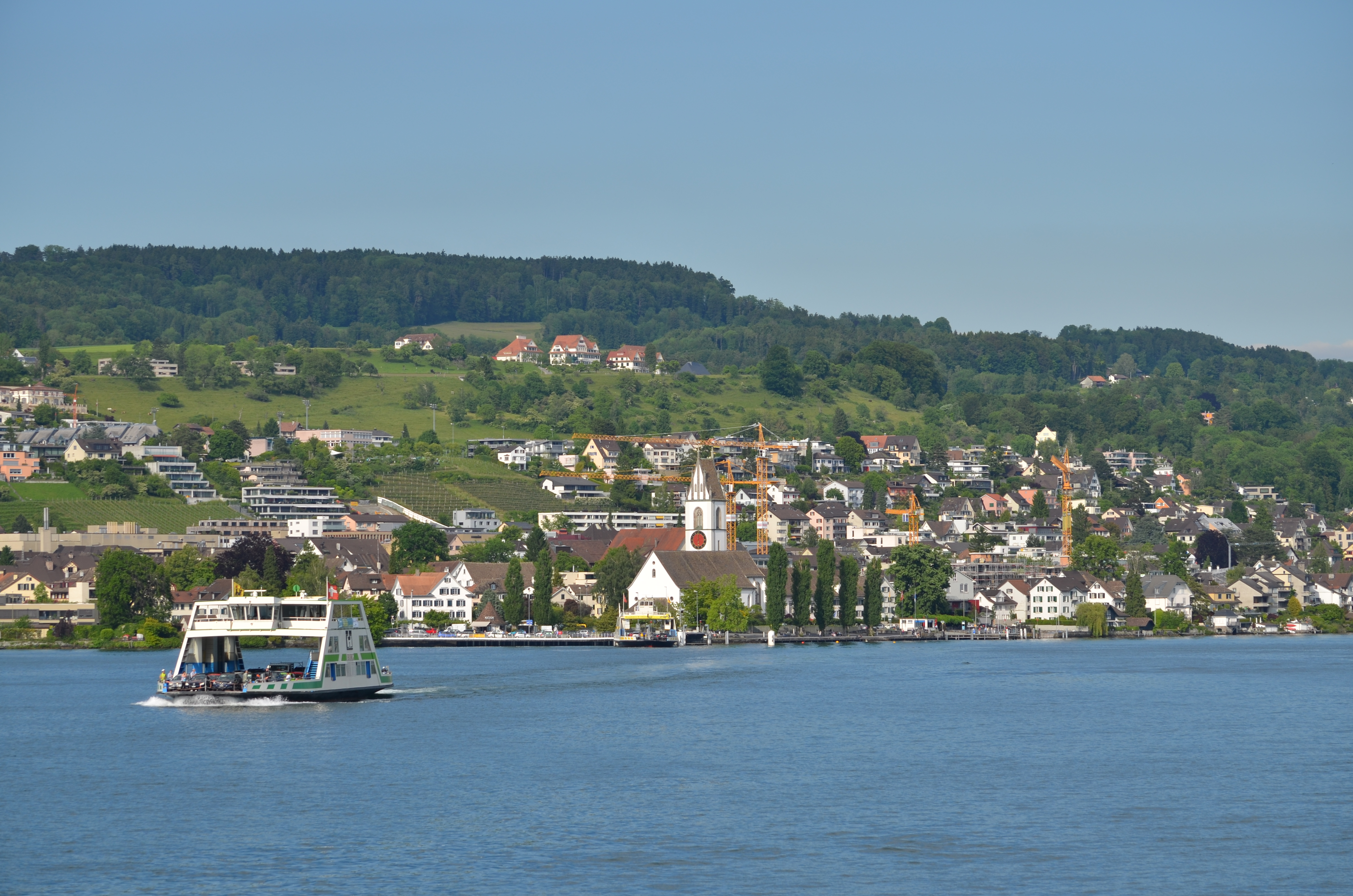
مایلن و دریاچه زوریخ

کلیسای پروتستانی در کرانهٔ دریاچه قرار دارد و چشم‌انداز شهر از دریاچه را تحت‌تأثیر قرار می‌دهد. پیشینهٔ این کلیسا به یک نمازخانه در سدهٔ هفتم می‌رسد و ساختمان کنونی در ۱۴۹۳ ساخته شده است.
قدیمی‌ترین مهمانخانهٔ شهر Löwen (شیر) است که از ۱۹۵۸ در مالکیت شهرداری است و تالار آن برای رویدادهای فرهنگی و سیاسی استفاده می‌شود. مهمانخانهٔ zur Burg در فریدبرگ (ساختهٔ ۱۶۷۶) و چندین عمارت از جمله زیهوف، زیهالده و گرونه هوف نیز از بناهای شاخص‌اند.

## میراث فرهنگی
مایلن–رورنهاپ بخشی از ۵۶ مکان میراث جهانی یونسکو در سوئیس با عنوان سکونتگاه‌های دیرینه‌سنگی کرانه آلپ است و در فهرست میراث فرهنگی سوئیس به عنوان شیء «رده A» ثبت شده است.

## ترابری
دو ایستگاه راه‌آهن دارد: ایستگاه راه‌آهن مایلن و ایستگاه راه‌آهن هرلیبرگ-فلدمایلن که بخشی از شبکه اس-باهن زوریخ هستند. فری هورگن–مایلن و قایق‌های شرکت کشتیرانی دریاچه زوریخ نیز این منطقه را به دیگر شهرهای کرانهٔ دریاچه متصل می‌کنند.

## افراد سرشناس
- اولریش ویله (۱۸۴۸–۱۹۲۵) ژنرال ارتش سوئیس در جنگ جهانی اول
- رالف لارچر (زاده ۱۹۳۴) قایقران المپیکی
- ورنر هوگ (زاده ۱۹۵۲) شطرنج‌باز
- مگدالنا مارتلو بلوچ (زاده ۱۹۶۹) بازرگان و سیاستمدار میلیاردر، مدیرعامل امس-شیمی و ساکن فلدمایلن